# Thouinia patentinervis
Thouinia patentinervis är en kinesträdsväxtart som beskrevs av Ludwig Radlkofer. Thouinia patentinervis ingår i släktet Thouinia och familjen kinesträdsväxter. Inga underarter finns listade i Catalogue of Life.